# Иоанн (Семедий)
Иоанн Семедий (укр. Іоанн Семедій, 26.06.1921 г., Малая Копаня — 6.12.2008 г., Мукачево, Украина) — епископ мукачевский с 26 мая 1983 года по 12 ноября 2002.

## Биография
Иаонн Семедий родился 26 июня 1926 года в селе Малая Копаня (сегодня — Закарпатская область). В 1942 году окончил гимназию в Хусте. В этом же году Иоанн Семедий вступил в Богословскую академию в Ужгороде. Осенью 1944 года стал добровольцем Чехословацкой освободительной армии. После демобилизации продолжил обучение в Богословской академии, которую закончил в 1947 году.
6 июля 1947 года Иоанн Семедий был рукоположён в священника епископом Теодором Ромжей. После ликвидации на Украине Русинской грекокатолической церкви Иоанн Семедий до 1987 года работал на различных предприятиях. 27 августа 1978 года был рукоположён епископом Александром Хирой в подпольных условиях во вспомогательного епископа мукачевской епархии. С 1979 года исполнял обязанности ординария мукачевской епархии.
26 мая 1983 года Римский папа Иоанн Павел II назначил Иоанна Семедия епископом Мукачева. Выступал против присоединения своей епархии к УГКЦ. 12 ноября 2002 года Иоанн Семедий вышел на пенсию.
После выхода на покой жил в родной Малой Копане. Скончался 6 декабря 2008 года в Мукачеве. В 2016 году ему был установлен памятник в Малой Копане.